# Solidago gigantea
Solidago gigantea é uma espécie de planta com flor pertencente à família Asteraceae. 
A autoridade científica da espécie é Aiton, tendo sido publicada em Hortus Kewensis; or, a catalogue...3: 211. 1789.

## Portugal
Trata-se de uma espécie presente no território português, nomeadamente os seguintes táxones infraespecíficos:
- Solidago gigantea subsp. serotina - presente no Arquipélago dos Açores. Em termos de naturalidade é introduzida na região atrás referida. Não se encontra protegida por legislação portuguesa ou da Comunidade Europeia.